# Castelo Branco
Pour les articles homonymes, voir Castelo Branco (homonymie).
Castelo Branco est une ville du Portugal, située à environ 260 km au nord-est de Lisbonne.
Elle fait partie de la région Centre et de la sous-région Beira Interior Sul. Elle est également la capitale du District de Castelo Branco comptant 208 069 habitants (2001).
La ville a donné son nom au célèbre fromage de chèvre Cabreiro de Castelo Branco, fabriqué dans la région.
Les habitants sont les Albicastrenses.

## Histoire

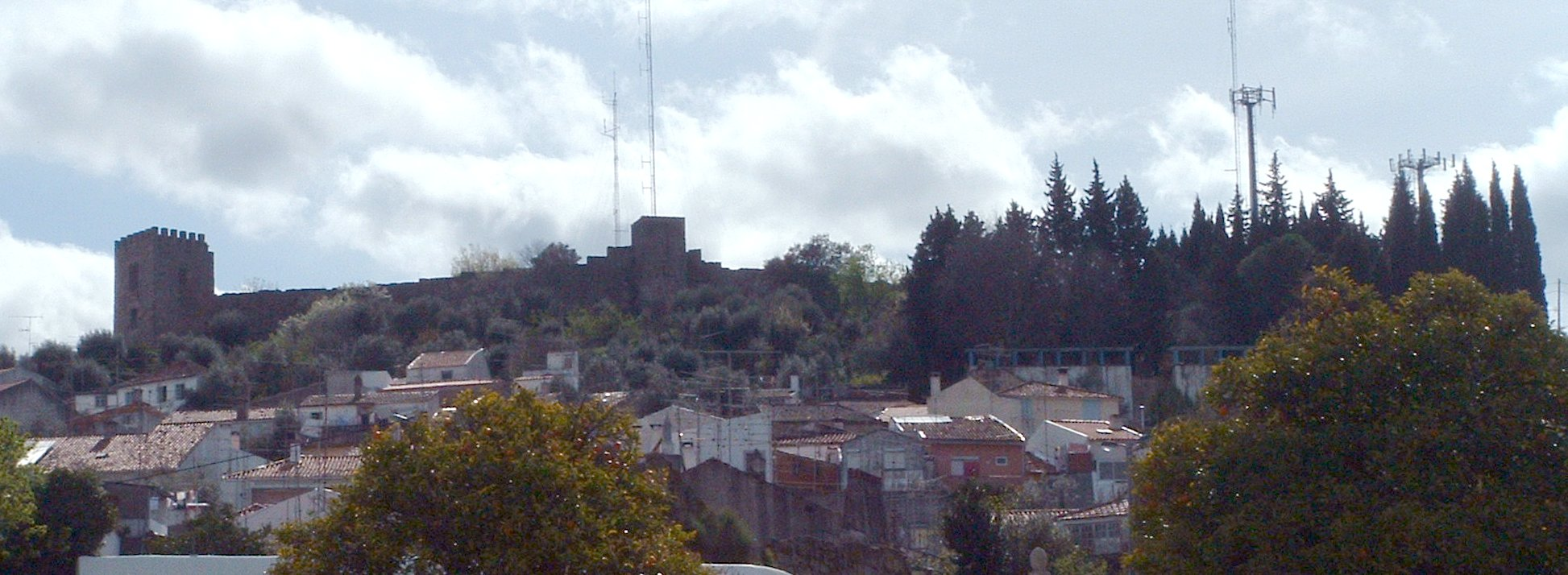
Le château dos Templarios (Templiers)

En raison de la proximité de la frontière avec l'Espagne, elle a subi maintes invasions. Celle des troupes napoléoniennes, en 1807, ne fut pas la moins dévastatrice.

## Géographie
Le district de Castelo Branco correspond approximativement à l'ancienne province de Beira Baixa, et est divisé en plusieurs conseils (Concelhos).
La ville s'étage pour sa partie ancienne sur le versant nord-est d'un éperon rocheux, et s'est développée à l'est et au sud de celui-ci au cours des ans, elle est dominée par les ruines d'un château datant de l'époque des templiers, et s'enorgueillit d'un beau parc vestige de l'ancien Palais épiscopal (Jardim do Paço, fameux pour ses statues représentant les rois, les signes astrologiques), et autres bassins en granit de forme végétale.
L'électrification de la ligne de chemin de fer, et la construction de l'autoroute A23, rapproche un peu la ville jadis assez isolée de la capitale.
Castelo Branco est limitrophe :
- au nord, de Fundão,
- à l'est, de Idanha-a-Nova,
- au sud, de l'Espagne,
- au sud-ouest, de Vila Velha de Ródão,
- à l'ouest, de Proença-a-Nova et de Oleiros.

## Démographie
| 1801   | 1849   | 1900   | 1930   | 1960   | 1981   | 1991   | 2001   | 2011   |
| ------ | ------ | ------ | ------ | ------ | ------ | ------ | ------ | ------ |
| 11 536 | 19 093 | 38 302 | 50 434 | 63 091 | 54 908 | 54 310 | 55 708 | 56 109 |

## Subdivisions
Castelo Branco est une des plus grandes communes portugaises, avec une superficie de 1 439,94 km² et une population de 56 109 habitants (2011), subdivisée en 19 freguesias :
- Alcains
- Almaceda
- Benquerenças
- Castelo Branco
- Cebolais de Cima
- Escalos de Baixo e Mata
- Escalos de Cima e Lousa
- Freixial do Campo
- Lardosa
- Louriçal do Campo
- Malpica do Tejo
- Monforte da Beira
- Ninho do Açor e Sobral do Campo
- Póvoa de Rio de Moinhos
- Salgueiro do Campo
- Santo André das Tojeiras
- São Vicente da Beira
- Sarzedas
- Tinalhas

## Curiosités
- Musée régional Tavares Proença.
- Jardins de l'ancien palais épiscopal (Jardim do Antigo Paço Episcopal).
- Château de Castelo Branco (pt), à Castelo Branco.
- Arco do bisou et Praça Velha.
- Théâtre de style Art déco.
- Tour de l'horloge. Vestige de l'ancienne enceinte fortifiée de la ville.
- Église Nossa Senhora da Piedade.
- Cathédrale (Sé).
- Pilori de style Manuelin.
- Le Parc naturel du Tage International s'étend le territoire de la concelho (commune).

## Personnes célèbres
- Amato Lusitano -Célèbre médecin de la Renaissance, il est devenu connu pour sa découverte des valvules veineuses et pour avoir écrit "siècles das Thermalisme Medicinais". Il a également été professeur d'université et médecin personnel du pape Jules III. Pour son travail, il est considéré comme le prince de la médecine portugais.
- Marçal Grilo - ancien ministre de l'Éducation du gouvernement XIII constitutionnel, dirigé par António Guterres.
- Afonso de Paiva - explorateur portugais appelé à recueillir de l'information à l'Est sous le règne de Jean II.
- João Roiz de Castelo Branco - poète du XVe siècle. Un de ses poèmes les plus célèbres est écrit dans le parc de la ville elle-même, Castelo Branco.
- Vasco Lourenço - militaire portugais qui appartenait aux "capitaines d’avril", la commission politique du Mouvement des forces armées au moment de la révolution des œillets.
- João Filipe Vaz Fazendas - Célèbre journaliste sportif en Espagne pour ses analyses et son expertise du football lusophone.

## Liens
- Photos de Castelo Branco